# Бензпирен
Бензпире́н, или бензоапире́н, — ароматическое соединение, представитель семейства полициклических углеводородов, обладает сильнейшей канцерогенной активностью, как и многие другие полиароматические углеводороды; чрезвычайно токсичен.
По степени воздействия на организм относится к I (высшему) классу опасности.
Образуется при сгорании углеводородного жидкого, твёрдого и газообразного топлива (в меньшей степени — при сгорании газообразного).
Его выход заметно уменьшается при применении дожигающих горелок с коэффициентом полноты окисления выше 1,1 (однако это в свою очередь повышает концентрацию окислов азота). В окружающей среде накапливается преимущественно в почве, меньше — в воде.
Контроль содержания бензпирена в природных продуктах производится методом жидкостной хроматографии.
Обладает сильной люминесценцией в видимой части спектра (в концентрированной серной кислоте — А 521 нм (470 нм); F 548 нм (493 нм)), что позволяет обнаруживать его в концентрациях до 0,01 миллиардных долей люминесцентными методами.

## Название
Корректными названиями данного соединения являются бензопирен и бензпирен.
Бенз[а]пирен и бенз[е]пирен — корректные названия изомеров данного соединения (1,2-бензпирен он же 3,4-бензпирен и 4,5-бензпирен соответственно).

## Физические свойства
В чистом виде представляет собой жёлтые пластинки и иглы, легко расслаивающиеся на более мелкие. Хорошо растворим в неполярных органических растворителях: бензоле, толуоле, ксилоле, ограниченно растворим в полярных, практически нерастворим в воде.

## Биологическое воздействие

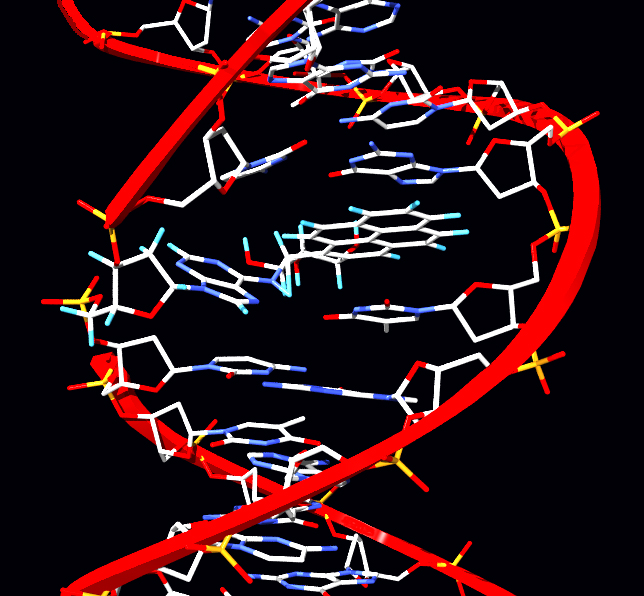
Химическая связь бензпирена с нуклеотидами молекул ДНК может приводить к тяжёлым видам пороков и уродств у новорождённых

Бензпирен является наиболее типичным химическим канцерогеном окружающей среды, он опасен для человека даже при малой концентрации, поскольку обладает свойством биоаккумуляции. Будучи химически сравнительно устойчивым, бензпирен может долго мигрировать из одних объектов в другие.
В результате многие объекты и процессы окружающей среды, сами не обладающие способностью синтезировать бензпирен, становятся его вторичными источниками.
Бензпирен оказывает также мутагенное действие.
Международная группа экспертов отнесла бензпирен к числу агентов, для которых имеются ограниченные доказательства их канцерогенного действия на людей и достоверные доказательства их канцерогенного действия на животных. В экспериментальных исследованиях бензпирен был испытан на девяти видах животных, включая обезьян.
В организм бензпирен может поступать через кожу, органы дыхания, пищеварительный тракт и трансплацентарным путём.
При всех этих способах воздействия удавалось вызвать злокачественные опухоли у животных.
В 2012 году Международное агентство по изучению рака (МАИР) отнесло бензпирен к группе канцерогенных для человека веществ (Группа 1).
Механизм действия бензпирена состоит в его превращении в процессе метаболизма в химически активные вещества, образующие ковалентные связи с ДНК.
Эти ДНК-аддукты индуцируют мутации в онкогене K-RAS и гене-супрессоре опухолей TP53 в опухолях лёгких человека и соответствующих генах опухолей лёгких мыши.
Непосредственное воздействие бензпирена и содержащих его смесей вызывает и другие генетические повреждения.
Из сотен полициклических ароматических углеводородов (ПАУ) различного строения, обнаруженных в объектах окружающей среды, бензпирен наиболее приоритетен для наблюдения.

## Концентрации
Согласно российскому нормативу СанПиН 1.2.3685-21 ("Гигиенические нормативы и требования к обеспечению безопасности и (или) безвредности для человека факторов среды обитания", зарегистрировано в Минюсте России 29.01.2021 г. №62296) предельно допустимые концентрации бензпирена (среднесуточная и среднегодовая) в воздухе населённых мест ПДКс.с. и ПДКс.г. — 0,000001 мг/м3
Согласно российскому нормативу ГН 2.1.7.2041-06, ПДК бензпирена в почве — 0,02 мг/кг в сумме с фоновым уровнем.
Предельно допустимое содержание (ПДС) бензапирена на территории Таможенного союза устанавливается регламентом ТРТС 021/2011 на уровне не более 1 мкг/кг для большинства продуктов, 5 мкг/кг — для копчёной рыбы, менее 0,2 мкг/кг — в кашах для беременных и кормящих и детском питании.
Регламент Комиссии ЕС № 1881/2006 от 19.12.06 определяет, что в растительных маслах и жирах должно содержаться менее, чем 2 мкг бензапирена на кг; в копчёных продуктах — до 5 мкг/кг; в зерновых, в том числе в детском питании, — до 1 мкг/кг.

## Содержание бензпирена
Основными источниками бензпирена, потребляемого человеком, являются: окружающий воздух, табачный дым, отопление (сжигание древесины, угля или других биомасс), автомобильный транспорт, асфальт, каменноугольные смолы.
При проживании вблизи с источником может достигаться употребление до 1 мкг бензапирена в сутки. Основными пищевыми источниками бензапирена и других ПАУ являются злаки, масла и жиры, копчёные продукты. ВОЗ рекомендует поступление бензапирена с пищей на уровне не более 0,36 мкг в день, при среднем уровне в 0,05 мкг в день. Около 1 % поступающих в организм ПАУ связано с потреблением питьевой воды. В воде рекомендуется содержание бензапирена на уровне не более 0,7 мкг/литр.
Каждая сигарета является источником примерно 52—95 нанограмм (0,05—0,09 мкг) бензапирена.
По данным от 2009 года, шоколад, продающийся в Германии, содержит от 0,07 до 0,63 мкг (медианное значение 0,22 мкг) бензпирена на килограмм.
Бензапирен появляется в какао-бобах при сушке и обжарке.
Аналогичным образом бензапирен появляется в кофе. Исследование 2012 года показало содержание бензпирена в растворимом кофе Nescafe Premium в количестве 98.3 мкг/кг.
Чай содержит порядка 2,7—63 мкг/кг бензапирена в сухом веществе, однако в процессе заваривания лишь 1,6 % ПАУ попадают в напиток, при этом содержание бензапирена составит 0,35—18,7 нг/литр.
Мясо после термической обработки может содержать до 4 мкг бензапирена на килограмм, и до 5,5 мкг/кг в жареной курятине. В некоторых случаях, например, в пережаренном мясе, приготовленном в барбекю на углях, может содержаться до 62.6 мкг/кг.